# Scholastyk
Scholastyk (łac. scholasticus) – od XII do XVIII wieku duchowny, będący członkiem kapituły, czyli kanonikiem, sprawujący nadzór nad szkołami w swojej diecezji. Jego beneficjum
nazywano scholasterią.